# Point Dume State Beach
Point Dume bezeichnet eine 56 m ü. NHN hohe Erhebung aus Sanddünen und zum Meer abfallendem Kliff an der Küste von Malibu. Das Gebiet um das Kliff und der davor liegende Strand wird durch das Schutzgebiet Point Dume State Beach geschützt. Am Kliff befinden sich mehrere Kletterrouten.
Der Strand von Point Dume wird als Szenerie für die Filmindustrie genutzt, unter anderem wurden Szenen von Planet der Affen dort gedreht.

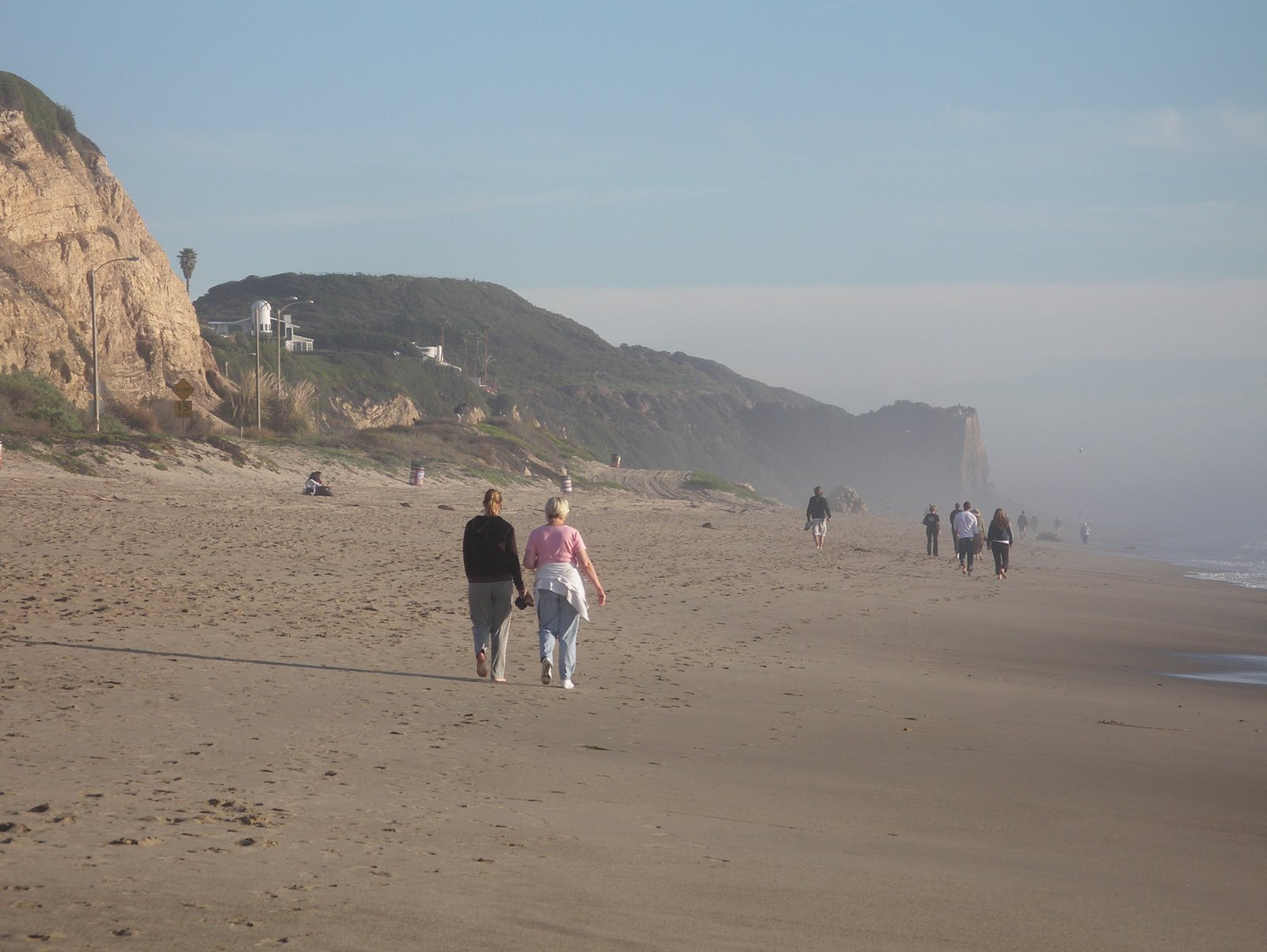
Blick vom Zuma Beach aus